# معهد الأبحاث التطبيقية – القدس
معهد الأبحاث التطبيقية - القدس (بالإنجليزية:Applied Research Institute - Jerusalem) هو منظمة غير حكومية فلسطينيّة تأسست سنة 1990، ومقرّها الرئيسيّ موجودٌ في مدينة بيت لحم، ولها مكتب في طوباس. يتمثّلُ عملُ المعهد في المشاريع البحثيّة في مجالات إدارة الموراد الطبيعية، وإدارة المياه، والزراعة المُستدامة، والتطوّرات السياسية في الأراضي الفلسطينيّة. ويُموّل المعهد من الوكالة الإسبانية للتعاون الإنمائي الدولي.